# Piecnik
Piecnik [ˈpjɛt͡snik] (trước đây là Petznick của Đức) là một ngôi làng thuộc khu hành chính của Gmina Mirosławiec, thuộc hạt Wałcz, West Pomeranian Voivodeship, ở phía tây bắc Ba Lan. Nó nằm khoảng 15 kilômét (9 mi) phía đông Mirosławiec.
Trước năm 1948, khu vực này là một phần của Đức. Đối với lịch sử của khu vực, xem Lịch sử của Pomerania.